# Aéroport de Hermosillo
Pour les articles homonymes, voir HMO.
L'aéroport international General Ignacio Pesqueira García ou  aéroport international de Hermosillo (code IATA : HMO • code OACI : MMHO • code DGAC M. : HMO), est un aéroport international mexicain.
L'aéroport est également une base militaire, appelée BAM-18, qui gère les vols de l'armée de l'air mexicaine.
L’aéroport porte le nom d’Ignacio Pesqueira, un général qui a aidé l’armée mexicaine à résister aux Français lors de l'expédition du XIXe siècle.

## Situation
| \| 500 km1:6 468 000 \| Acapulco Aguascalientes Huatulco Campeche Cancún Chetumal Chihuahua Ciudad · del Carmen Ciudad Juárez Ciudad · Obregón Ciudad · Victoria Colima Cozumel Culiacán Guanajuato Durango Guadalajara Hermosillo Ixtapa · Zihuatanejo La Paz San José · del Cabo Los Mochis Matamoros Mazatlán Mérida Mexicali Mexico B.J. Mexico F.A. Minatitlán Monterrey Morelia Nuevo · Laredo Oaxaca Playa · de Oro Puebla Puerto · Escondido Puerto · Vallarta Querétaro Reynosa San Luis · Potosí Tampico Tapachula Tepic Tijuana Toluca Torreón Tuxtla Gutiérrez Uruapan Veracruz Villahermosa Zacatecas |
| 500 km1:6 468 000 |

## Compagnies aériennes et destinations
| Compagnies              | Destinations |
| ----------------------- | --- |
| Aeroméxico              | Mexico-B. Juárez |
| Aeroméxico Connect      | Monterrey-M. Escobedo |
| Aéreo Servicio Guerrero | Guaymas, Guerrero Negro, Puerto Peñasco (en) |
| American Eagle          | Phoenix-Sky Harbor |
| Calafia Airlines        | Ciudad Obregón, Guaymas, Guerrero Negro, La Paz-El Alto                                                                                         |
| Interjet                | Mexico-B. Juárez |
| TAR                     | Chihuahua-R. Fierro V, Ciudad Juárez-A. González, Culiacán, Mazatlán, Mexicali-Taboada, Querétaro, Tijuana-A. L. Rodríguez, Torreón             |
| Viva Aerobus            | Cancún, Guadalajara-M. Hidalgo y Costilla, Mexico-B. Juárez, Monterrey-M. Escobedo En saison : Los Cabos                                        |
| Volaris                 | Chihuahua-R. Fierro V, Ciudad Juárez-A. González, Guadalajara-M. Hidalgo y Costilla, Mérida C. Rejón, Mexico-B. Juárez, Tijuana-A. L. Rodríguez |

Édité le 18/06/2019

## Statistiques
Il a traité 1 593 214 passagers en 2017 et 1 708 963 passagers en 2018.

### En graphique
Pour des raisons techniques, il est temporairement impossible d'afficher le graphique qui aurait dû être présenté ici.

Voir la requête brute et les sources sur Wikidata.